# Voies navigables intérieures de l'Inde

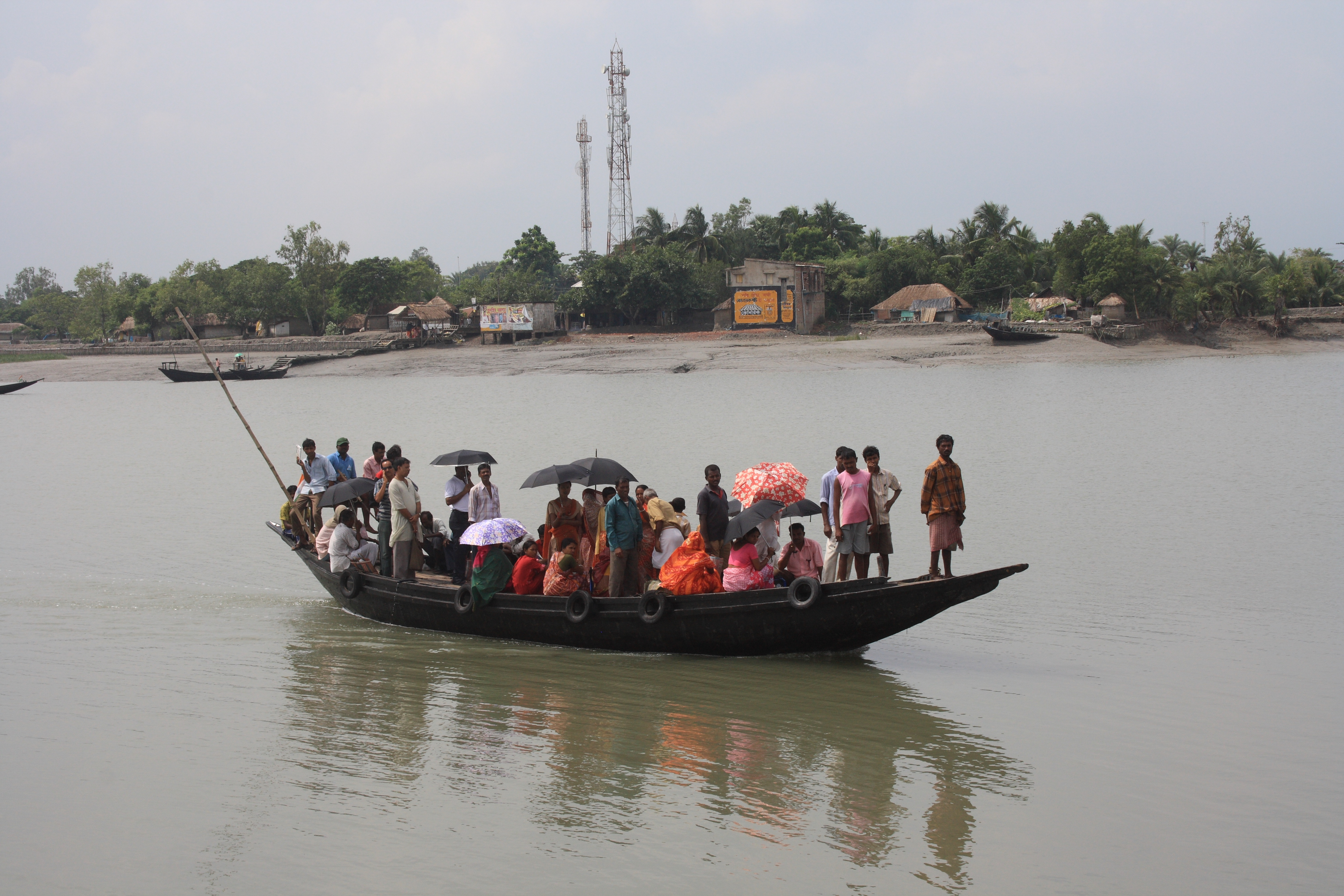
Traversier sur une branche du Gange à Lebukhali.

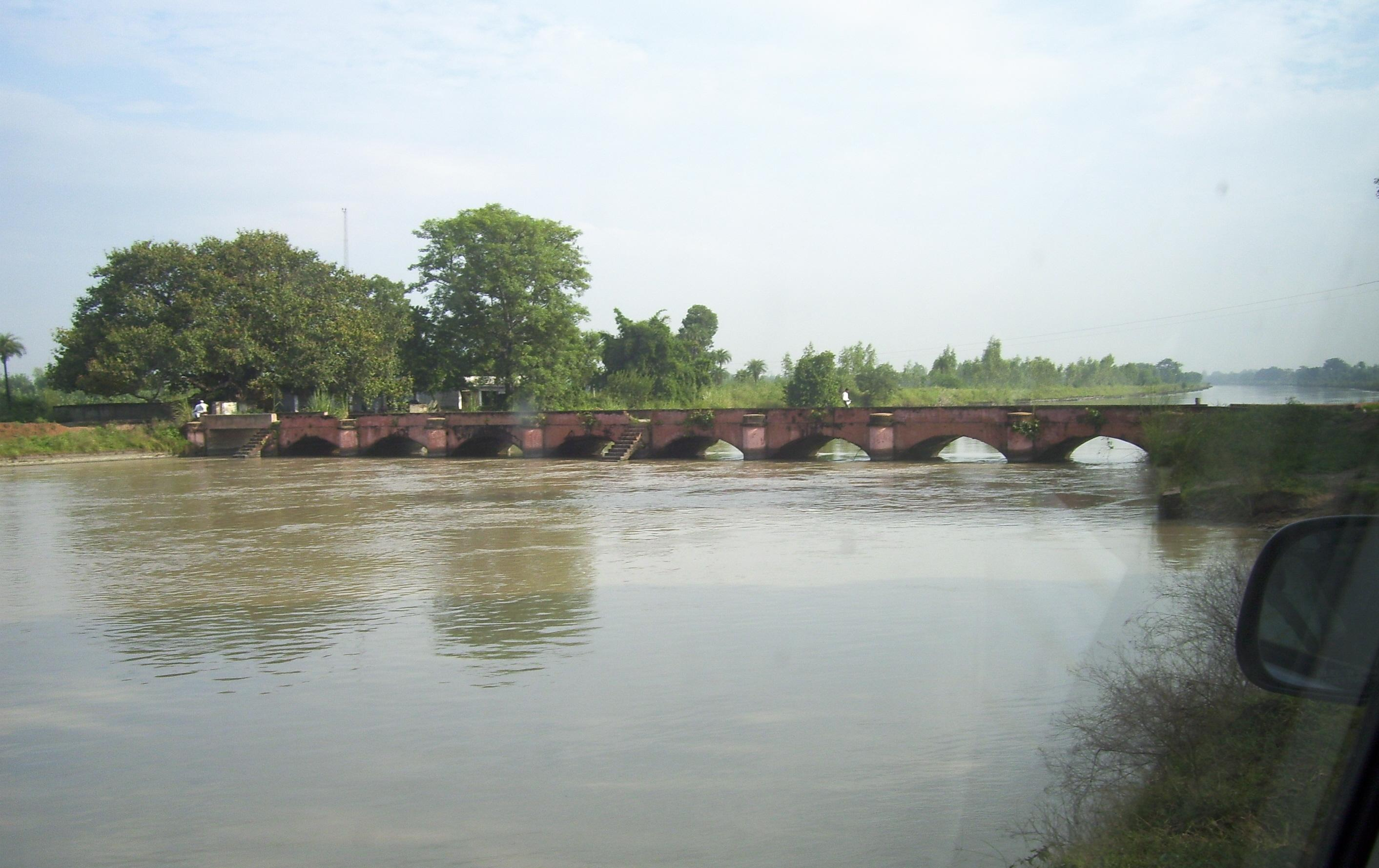
Pont sur le canal du Gange (1854).

Les Voies navigables intérieures de l'Inde  sont constituées de rivières, de canaux, et de ruisseaux.
Leur longueur navigable totale est de 14 500 km, dont 5200 km de rivières et 4000 km de canaux peuvent être utilisés par des engins motorisés,.

## Description
Le transport de marchandises par les voies navigables est faible en comparaison aux autres zones géographiques du monde comme les États-Unis, la Chine ou l'Union européenne. 
Le volume total (en tonnes*kilomètres) transporté  par voies navigables est de 0,1 % du trafic total à comparer avec les 21 % des États-Unis. 
Le transport de marchandises organisé est réduit à quelques voies navigables dans les États de Goa, du Bengale-Occidental, de l'Assam et du Kerala.

## Histoire
L'autorité des voies navigables intérieures de l'Inde (en anglais : Inland Waterways Authority of India sigle IWAI, en hindi : भारतीया अंतर्देशीय जलमार्ग प्राधिकरण) a été instituée par le Gouvernement indien le 27 octobre 1986 pour le développement et la réglementation de la navigation sur ces voies intérieures navigables.
Le siège est à Noida et des bureaux régionaux sont ouverts à Patna, Calcutta, Guwahati, Cochin, Prayagraj, Bénarès, Bhagalpur, Farrakka et Quilon.

## Les voies navigables nationales (VNN)
Les voies navigables nationales sont les suivantes:
| Voie  | Parcours | Fondation      | Longueur | Terminaux fixes                                                                                 | Terminaux flottants | références |
| ----- | --- | -------------- | -------- | ----------------------------------------------------------------------------------------------- | --- | ---------- |
| VNN 1 | Tronçon Prayagraj–Haldia du système Ganges–Bhagirathi–Hooghly | Octobre 1986   | 1 620 km | Haldia, BISN (Calcutta), Pakur, Farrakka et Patna                                               | Haldia, Calcutta, Diamond Harbour, Katwa, Tribeni, Baharampur, Jangipur, Bhagalpur, Semaria, Doriganj, Ballia, Ghazipur, Varanasi, Chunar et Prayagraj | [ 3 ]      |
| VNN 2 | Tronçon Sadiya—Dhubri de la rivière Brahmaputra | Septembre 1988 | 891 km   | Pându                                                                                           | Dhubri, Jogighopa, Tezpur, Silghat, Dibrugarh, Jamgurhi, Bogibil, Saikhoa et Sadiya                                                                    | [ 4 ]      |
| VNN 3 | Tronçon Kottapuram-Kollam du canal de la Côte Ouest, du canal Champakara et du canal Udyogmandal | Février 1993   | 205 km   | Aluva, Vaikom, Kayamkulam, Kottappuram, Maradu, Cherthala, Thrikkunnapuzha, Kollam et Alappuzha | | [ 5 ]      |
| VNN 4 | Tronçon Kakinada–Pondichéry des canaux et du Réservoir de Kaluvelly tronçon Bhadrachalam–Rajahmundry des rivières Godavari et Wazirabad – tronçon Vijayawada de la rivière Krishna                               | Novembre 2008  | 1 095 km |                                                                                                 | | [ 6 ]      |
| VNN 5 | Tronçon Talcher–Dhamra de la rivière Brahmani, tronçon Geonkhali-Charbatia du canal de la Côte Est, tronçon Charbatia–Dhamra de la rivière Mataï et tronçon Mangalgadi - Paradip du delta de la rivière Mahanadi | Novembre 2008  | 623 km   |                                                                                                 | | [ 7 ]      |
| VNN 6 | Tronçon Lakhipur-Bhanga de la rivière Barak | 2013           | 121 km   | Lakhipur, Bhanga                                                                                | | [ 8 ]      |